# 台灣播出之日劇列表 (2016年)
2016年台灣播出之日劇列表為在2016年台灣播映過之日本電視劇列表，此列表僅列出首播的日本電視劇。
| 日期     | 劇名 (日文)                      | 日本電視台 | 台灣電視台     | 主要演員                                       | 網站                        | 日本播出季節       |
| -------- | -------------------------------- | ---------- | -------------- | ---------------------------------------------- | --------------------------- | ------------------ |
| 1月11日  | 〇〇妻 （○○妻）                      | NTV        | 衛視中文台     | 柴咲幸                                         | 網頁                        | 2015 冬            |
| 1月12日  | 今天不上班 （きょうは会社休みます。）                  | NTV        | 緯來日本台     | 綾瀨遙                                         | 網頁（页面存档备份，存于）  | 2014 秋            |
| 1月16日  | 天使與惡魔 （天使と悪魔-未解決事件匿名交渉課-）                  | EX         | 曼迪日本台     | 剛力彩芽                                       |                             | 2015 春            |
| 1月16日  | 拜託請愛我 （ダメな私に恋してください）                  | TBS        | 緯來日本台     | 深田恭子                                       | 網頁 （页面存档备份，存于） | 2016 冬            |
| 1月26日  | 紅十字女護士 （レッドクロス〜女たちの赤紙〜）                | TBS        | 緯來日本台     | 松嶋菜菜子                                     | 網頁 （页面存档备份，存于） | 2015 夏            |
| 1月27日  | 最後的刑警 （THE LAST COP/ラストコップ）                  | NTV        | 衛視中文台     | 唐澤壽明                                       | 網頁                        | 2015 春            |
| 1月29日  | 拜託了！岳父大人 （お義父さんと呼ばせて）            | KTV        | MY 101綜合台   | 遠藤憲一、渡部篤郎                             | 網頁 （页面存档备份，存于） | 2016 冬            |
| 2月2日   | 大奧 嬪妃傳 （『大奥』「第一部〜最凶の女〜」/「第二部〜悲劇の姉妹〜」）                 | CX         | 緯來日本台     | 澤尻英龍華                                     | 網頁 （页面存档备份，存于） | 2016 冬            |
| 2月5日   | 偽裝夫婦 （偽装の夫婦）                    | NTV        | 衛視中文台     | 天海祐希                                       | 網頁                        | 2015 秋            |
| 2月15日  | 花燃 （花燃ゆ）                        | NHK        | 緯來日本台     | 井上真央                                       | 網頁（页面存档备份，存于）  | 2015 冬 ～ 2015 秋 |
| 3月2日   | 下町火箭 （下町ロケット）                    | TBS        | 緯來日本台     | 阿部寬                                         | 網頁（页面存档备份，存于）  | 2015 秋            |
| 3月17日  | 搶救拿破崙之村 （ナポレオンの村）              | TBS        | 緯來日本台     | 唐澤壽明                                       | 網頁 （页面存档备份，存于） | 2015 夏            |
| 3月28日  | 死亡筆記本 （デスノート）                  | NTV        | 緯來日本台     | 窪田正孝                                       | 網頁 （页面存档备份，存于） | 2015 夏            |
| 4月3日   | 55歲開始的Hello Life （55歳からのハローライフ）        | NHK        | PTS            | 中川雅也、風吹純、原田美枝子、小林薰、尾形一成 | 網頁 （页面存档备份，存于） | 2014 夏            |
| 4月8日   | 問題餐廳 （問題のあるレストラン）                    | CX         | MY 101綜合台   | 真木陽子                                       | 網頁                        | 2015 冬            |
| 4月9日   | 派遣家政婦 ～潛入帝國真珠～ （家政婦は見た!） | EX         | 緯來日本台     | 米仓凉子                                       | 網頁（页面存档备份，存于）  | 2015 秋            |
| 4月12日  | 靈異教師神眉 （地獄先生ぬ〜べ〜）                | NTV        | 緯來日本台     | 丸山隆平                                       | 網頁 （页面存档备份，存于） | 2014 秋            |
| 4月22日  | 美食不孤單5 （孤独のグルメSeason5）                 | TX         | 國興衛視       | 松重豐                                         | 網頁（页面存档备份，存于）  | 2015 秋            |
| 4月23日  | 談戀愛世界難 （世界一難しい恋）                | NTV        | 緯來日本台     | 大野智                                         | 網頁 （页面存档备份，存于） | 2016 春            |
| 4月25日  | 天才婦科醫 （コウノドリ）                  | TBS        | 緯來日本台     | 綾野剛                                         | 網頁 （页面存档备份，存于） | 2015 秋            |
| 4月26日  | 天才怪盜山貓 （怪盗 山猫）                | NTV        | 緯來日本台     | 龜梨和也                                       | 網頁 （页面存档备份，存于） | 2016 冬            |
| 4月30日  | 王牌大冤家 （グッドパートナー 無敵の弁護士）                  | EX         | 緯來日本台     | 竹野內豊                                       | 網頁 （页面存档备份，存于） | 2016 春            |
| 5月9日   | 王牌大醫生 （Dr.倫太郎）                  | NTV        | 緯來日本台     | 堺雅人                                         | 網頁（页面存档备份，存于）  | 2015 春            |
| 5月10日  | 掟上今日子的備忘錄 （掟上今日子の備忘録）          | NTV        | 緯來日本台     | 新垣結衣                                       | 網頁 （页面存档备份，存于） | 2015 秋            |
| 5月23日  | 阿淺 （あさが来た）                        | NHK        | 緯來日本台     | 波瑠                                           | 網頁 （页面存档备份，存于） | 2015 夏 ～ 2016 春 |
| 5月24日  | 偵探中的偵探 （探偵の探偵）                | CX         | 緯來日本台     | 北川景子                                       | 網頁（页面存档备份，存于）  | 2015 夏            |
| 6月3日   | 美食不孤單5 SP （孤独のグルメお正月スペシャル～真冬の北海道・旭川出張編～）              | TX         | 國興衛視       | 松重豐                                         | [ 網頁]                     | 2016 冬            |
| 6月17日  | 王牌女行員花咲舞2 （花咲舞が黙ってない）           | NTV        | 緯來日本台     | 杏                                             | 網頁（页面存档备份，存于）  | 2015 夏            |
| 7月2日   | 黑惡魔的甜蜜制裁 （黒崎くんの言いなりになんてならない）            | NTV        | 緯來日本台     | 中島健人                                       | 網頁 （页面存档备份，存于） | 2015 秋            |
| 7月2日   | 約飯 （女くどき飯）                        | MBS        | 龍華影劇台     | 貫地谷栞                                       | 網頁                        | 2015 冬 2016 冬    |
| 7月4日   | 99.9不可能的翻案 （99.9 -刑事専門弁護士-）            | TBS        | 緯來日本台     | 松本潤                                         | 網頁（页面存档备份，存于）  | 2016 春            |
| 7月16日  | 房仲女王 （家売るオンナ）                    | NTV        | 緯來日本台     | 北川景子                                       | 網頁 （页面存档备份，存于） | 2016 夏            |
| 7月18日  | 熟女不嫁 （私 結婚できないんじゃなくて、しないんです）                    | TBS        | 緯來日本台     | 中谷美紀                                       | 網頁 （页面存档备份，存于） | 2016 春            |
| 8月1日   | 危險妻 （僕のヤバイ妻）                      | KTV        | 緯來日本台     | 伊藤英明                                       | 網頁 （页面存档备份，存于） | 2016 春            |
| 8月5日   | 那一年我們談的那場戀愛 （いつかこの恋を思い出してきっと泣いてしまう）      | CX         | 緯來日本台     | 高良健吾、有村架純                             | 網頁 （页面存档备份，存于） | 2016 冬            |
| 8月14日  | 相棒Season11 （相棒）                | EX         | Z頻道          | 水谷豐                                         | 網頁（页面存档备份，存于）  | 2012 秋 ～ 2013 冬 |
| 8月15日  | 靈異彼岸花 （ヒガンバナ〜警視庁捜査七課〜）                  | NTV        | 緯來日本台     | 堀北真希                                       | 網頁 （页面存档备份，存于） | 2016 冬            |
| 8月19日  | 重返20歲 （スミカスミレ 45歳若返った女）                    | EX         | 緯來日本台     | 桐谷美玲                                       | 網頁 （页面存档备份，存于） | 2016 冬            |
| 8月27日  | 美食不孤單SP （孤独のグルメスペシャル！ 東北・宮城出張編）                | TX         | 國興衛視       | 松重豐                                         | [ 網頁]                     | 2016 夏            |
| 8月29日  | 美女與男子 （美女と男子）                  | NHK        | 緯來日本台     | 仲間由紀惠                                     | 網頁 （页面存档备份，存于） | 2015 春 ～ 2015 夏 |
| 8月31日  | 城市獵人天使心 （エンジェル・ハート）              | NTV        | 緯來日本台     | 上川隆也                                       | 網頁 （页面存档备份，存于） | 2015 秋            |
| 9月3日   | 有喜歡的人 （好きな人がいること）                  | CX         | WAKUWAKU JAPAN | 桐谷美玲                                       | 網頁 （页面存档备份，存于） | 2016 夏            |
| 9月4日   | 毫不保留的愛 （せいせいするほど、愛してる）                | TBS        | WAKUWAKU JAPAN | 武井咲                                         | [ 網頁]                     | 2016 夏            |
| 9月11日  | 東京傷情故事 （東京センチメンタル）                | TX         | WAKUWAKU JAPAN | 吉田鋼太郎                                     | [ 網頁]                     | 2016 冬            |
| 9月13日  | 武士老師 （サムライせんせい）                    | EX         | 緯來日本台     | 錦戶亮                                         | 網頁 （页面存档备份，存于） | 2015 秋            |
| 9月17日  | 精靈守護者 （放送90年 大河ファンタジー 「精霊の守り人」）                  | NHK        | 緯來日本台     | 綾瀨遙                                         | 網頁（页面存档备份，存于）  | 2016 冬            |
| 9月23日  | 戀習曲 （ラヴソング）                      | CX         | 衛視中文台     | 福山雅治                                       | 網頁                        | 2016 春            |
| 9月27日  | 豪門遺產之爭 （遺産争族）                | EX         | 緯來日本台     | 向井理                                         | 網頁 （页面存档备份，存于） | 2015 秋            |
| 10月7日  | 首相閣下的料理人 （グ・ラ・メ!〜総理の料理番〜）            | EX         | WAKUWAKU JAPAN | 剛力彩芽                                       | [ 網頁]                     | 2016 夏            |
| 10月8日  | 校對女王 （校閲ガール）                    | NTV        | 緯來日本台     | 石原聰美                                       | 網頁 （页面存档备份，存于） | 2016 秋            |
| 10月15日 | 月薪嬌妻 （逃げるは恥だが役に立つ）                    | TBS        | 緯來日本台     | 新垣結衣                                       | 網頁 （页面存档备份，存于） | 2016 秋            |
| 10月15日 | AKB驚悚之夜 腎上腺素之夜 （AKBホラーナイト アドレナリンの夜）    | EX         | WAKUWAKU JAPAN | AKB48、SKE48、NMB48、HKT48、NGT48              | [ 網頁]                     | 2015 秋            |
| 10月19日 | HOPE ～未生～ （HOPE～期待ゼロの新入社員～）               | CX         | WAKUWAKU JAPAN | 中島裕翔                                       | [ 網頁]                     | 2016 夏            |
| 10月23日 | 神秘轉學生 （なぞの転校生）                  | TX         | WAKUWAKU JAPAN | 中村蒼、本鄉奏多、櫻井美南                     | [ 網頁]                     | 2014 冬            |
| 11月8日  | 大姊當家 （とと姉ちゃん）                    | NHK        | 緯來日本台     | 高畑充希                                       | 網頁 （页面存档备份，存于） | 2016 春 ～ 2016 夏 |
| 11月6日  | 有喜歡的人台湾篇 心有所屬 （好きな人がいること in 台湾）   | CX         | WAKUWAKU JAPAN | 野村周平                                       | 網頁 （页面存档备份，存于） | 2016 秋            |
| 11月13日 | IQ246〜華麗事件簿 （IQ246〜華麗なる事件簿〜）           | TBS        | WAKUWAKU JAPAN | 織田裕二                                       | 網頁（页面存档备份，存于）  | 2016 秋            |
| 11月19日 | CHEF ～三星級營養午餐～ （Chef〜三ツ星の給食〜）     | CX         | WAKUWAKU JAPAN | 天海祐希                                       | 網頁 （页面存档备份，存于） | 2016 秋            |
| 12月2日  | 勇者義彥與魔王城 （勇者ヨシヒコと魔王の城）            | TX         | WAKUWAKU JAPAN | 山田孝之                                       | 網頁 （页面存档备份，存于） | 2011 秋            |
| 12月4日  | 不便的便利屋 （不便な便利屋）                | TX         | WAKUWAKU JAPAN | 岡田將生                                       | 網頁 （页面存档备份，存于） | 2015 春            |
| 12月14日 | FRAGILE （フラジャイル）                     | CX         | WAKUWAKU JAPAN | 長瀨智也                                       | 網頁 （页面存档备份，存于） | 2016 冬            |
| 12月21日 | 派遣女醫之重出江湖 （Doctor-X 外科医・大門未知子）          | EX         | 緯來日本台     | 米倉涼子                                       | 網頁（页面存档备份，存于）  | 2016 夏            |
| 12月22日 | 派遣女醫4 （Doctor-X 外科医・大門未知子）                   | EX         | 緯來日本台     | 米倉涼子                                       | 網頁（页面存档备份，存于）  | 2016 秋            |